# Szomor György
Szomor György (Pécs, 1970. május 22. –) magyar színész, énekes, dalszövegíró, zeneszerző, rendező.

## Életpályája
Barátaival már 11 évesen, 1981-ben zenekart alapított. 19 évesen megalapította a Moho Sapiens nevű együttest, amellyel megalkották az Angyalbőrben című televíziós sorozat zenei anyagát. 1993-ban megjelent első szólólemeze Hagyd, hogy szép legyen címmel, mellette megkapta első színpadi szerepét a Grease című musicalben. 1993 óta folyamatosan szerepel színházban a fővárosban és vidéken is.
Miután elvégezte a Gór Nagy Mária Színitanodát, 1995-ben szerződtette a székesfehérvári Vörösmarty Színház, melynek így alapító tagja volt. Itt 2009-ig volt tag.
1999-ben újabb együttest alapított Graffity néven, és ugyanebben az évben mutatták be első musicaljét Katonadolog címmel. 2011-ben mutatta be a békéscsabai Jókai Színház a Monte Cristo grófja című musicaljét, amelynek szövegét és dalszövegét írta, valamint ő is rendezte az előadást.

## Fontosabb színházi munkái
- Alan Menken – Stephen Schwartz – Victor Hugo: A Notre Dame-I Toronyőr (Claude Frollo) – 2016/2017
- Kocsák Tibor – Miklós Tibor: Lady Budapest (Cotterill) – 2016/2017
- Tim Rice – A.Lloyd Webber – Miklós Tibor: Jézus Krisztus Szupersztár (Jézus) – 2014/2015
- Szurdi Miklós – Szomor György: Diótörő És Egérkirály (Alkotótárs) – 2014/2015
- Szomor György – Román Sándor: Frank Sinatra – A Hang (Idősebb Frank Sinatra, Idősebb Frank Sinatra) (Szerző, Szerző, Rendező, Rendező) – 2013/2014
- Geszti Péter – Békés Pál – Dés László: A Dzsungel Könyve (Sír Kán) – 2013/2014
- Singsingsing2 (Szereplő) – 2013/2014
- Margaret Mitchell – Gérard Presgurvic: Elfújta A Szél (Gérald O’hara) – 2012/2013
- Szomor György – Pejtsik Péter – Miklós Tibor: Báthory Erzsébet (Thurzó György) (Zeneszerző) – 2012/2013
- Egy Darabot A Szívemből (Szereplő) (Rendező, Szerkesztő) – 2011/2012
- Szomor György – Pejtsik Péter – Miklós Tibor: Báthory Erzsébet (Thurzó György) (Zeneszerző) – 2011/2012
- Bródy János – Szörényi Levente: Veled, Uram! (Torda Táltos) – 2011/2012
- Neil Simon – Marvin Hamlisch – Carole Bayer Sager: Kapj El! (Vernon Gersch) – 2011/2012
- Pozsgai Zsolt – Szomor György – Alexandre Dumas: Monte Cristo Grófja (Edmond Dantès, Monte Cristo Grófja, Edmond Dantès, Monte Cristo Grófja) (Zeneszerző, Rendező, Zeneszerző, Rendező) – 2011/2012
- Dale Wasserman – Mitch Leigh – Joe Darion: La Mancha Lovagja (Dr. Carrasco (A Herceg)) – 2010/2011
- Miklós Tibor – Szomor György: Robin Hood (Rendező, Zeneszerző) – 2009/2010
- Elton John – Tim Rice: Aida (Radames, Hadvezér, Radames, Hadvezér) (Dalszöveg, Magyar Változat, Magyar Változat, Társrendező, Társrendező, Dalszöveg) – 2006/2007
- Willy Russell: Vértestvérek (Narrátor) (Zenei Rendező) – 2006/2007
- Ábrahám Pál – Földes Imre – Harmath Imre: Viktória (Koltay István, Huszárkapitány) – 2006/2007
- Arthur Kopit – Maury Yeston – Mario Fratti: Nine (Kilenc) (Guido Contini, Filmrendező) (Vers) – 2005/2006
- Leonard Bernstein – Joseph Fields – Jerome Chodorov – Betty Comden – Adolph Green: A Csodák Városa (Bob Baker) – 2004/2005
- Charles Aznavour – Shaum Mckenna: Éljen Az Élet (Chocolate) – 2004/2005
- Bob Fosse – Fred Ebb – John Harold Kander: Chicago (Billy Flynn ) – 2004/2005
- Bob Fosse – Fred Ebb – John Harold Kander: Chicago (Billy Flynn ) – 2003/2004
- Szurdi Miklós – Szomor György: Diótörő (Sasegér) (Alkotótárs) – 2003/2004
- Schittenhelm Christian: Da Vinci (Leonardo Da Vinci) – 2002/2003
- Miklós Tibor – Várkonyi Mátyás: Sztárcsinálók (Kiprios) – 2001/2002
- Tim Rice – A.Lloyd Webber – Miklós Tibor: Jézus Krisztus Szupersztár (Jézus) – 1999/2000

## Díjai és kitüntetései
- Nádasdy Kálmán-díj (2015)
- Honthy-díj (2023)[5]